# Vauxhall Firenza
Vauxhall Firenza модель автомобіля що виготовлявся компанією Vauxhall з травня 1971 до 1975 рік. Модель розроблена на основі Viva з кузовом купе (фастбек) і двома дверима. У Південній Африці, він продавався як Chevrolet Firenza, поки не був замінений на Chevrolet 1300/1900 в 1975 році. Вона названа в честь італійського перекладу міста Флоренція.
Початкова Firenza була доступна в базовій моделі з двигуном 1159 куб.см з верхнім розташуванням клапанів і в двох моделях з двигунами з верхнім розподільчим валом, в 1598 куб.см і 1975 куб.см. Останній використовувався в раніше Viva GT. Протягом шести місяців після запуску в грудні 1971 року об'єм був збільшений, до 1256 куб.см, 1798 куб.см і 2279 куб.см відповідно. Всі моделі мали переднє розташування чотири-циліндрового двигуна і привід на задні колеса. Підвіска була на подвійних поперечних важелях і пружини спереду та нерозрізний задній міст з поздовжніми важелями і пружинами ззаду. Модель SL з кожним двигуном являла собою найкращий рівень обробки.
Типові зміни на початку 1972 року включали в себе введення топової 2300 Sport SL (на Женевському автосалоні), використовуючи двигун 2279 куб.см. Двигун був похилий з чотирма циліндрами з одним верхнім розподільчим валом і двома карбюраторами, виробляючи потужність 122 к.с. (91 кВт).

## Двигуни
- 1159 cc ohv I4 1971
- 1256 cc ohv I4 1972 - 1975
- 1598 cc ohc I4 1971
- 1798 cc ohc I4 1972 - 1975
- 1975 cc ohc I4 1971
- 2279 cc ohc I4 1972 - 1975